# Cralopa stroudensis
Cralopa stroudensis är en snäckart som först beskrevs av Cox 1864.  Cralopa stroudensis ingår i släktet Cralopa och familjen Charopidae. Inga underarter finns listade i Catalogue of Life.